# Тупољев Ту-98
Тупољев Ту-98 (рус. Туполев Ту-98), (НАТО назив Backfin) је био совјетски двомоторни суперсонични тактички бомбардер из периода друге половине 1950.их година. Пројектовао га је ОКБ 156 Тупољев (Опитни Конструкциони Биро - Тупољев) пројект је остао само на прототипу, на осноуву њега пројектовани су други авиони из породице Тупољев.

## Пројектовање и развој
Авион Тупољев Ту-98 - суперсонични тактички бомбардер, пројектован као замена за подзвучни Ту-16. Радови на пројектовању авиона Ту-98 су почели 1954. године а пројектант је био Дмитриј С. Марков,. авион је саграђен 1955. и први пут полетео 7. јула 1956. години, пробни пилот је био В. Кобалев.
Авион је био представљен америчкој делегацији у ваздушној бази Кубинка у близини Москве у јуну 1956. године, одмах је добио НАТО назив Backfin, иако авион у службу није уведен, изграђен је само један прототип (други није полетео коришћен је за статичка испитивања до разарања). Овај авион је био само један корак у постепеном овладавању знања везаних за суперсоничан лет и градњу суперсоничних авиона у ОКБ 156 Тупољев. На основу искуства у пројектовању овог авиона касније је развијен бомбардер Ту-22 и ловац Ту-28/Ту-128.

## Технички опис
Труп авиона је на почетку округлог попречног пресека са издуженим врхом носа у облику врха копља у коме се налазила застакљена кабина навигатора. Једина испупчина на трупу је кабина пилота, иза које су се са стране трупа а изнад крила налазили отвори усисника за ваздух. Како се иде ка репу авиона труп прелази у правоугаони попречни пресек све до краја авиона. У трупу је било доста простора за смештај посаде, наоружања и горива.
Авион Тупољев Ту-98 је био бомбардер са два турбомлазна мотора АЛ-7Ф са додатним сагоревањем (форсаж) потиска око 100 kN, позиционирана у трупу на репу авиона. 
Авион је био средњокрилац са крилима стреластог облика, са углом нагиба крила 55°, која су се при корену крила ширила. Крила су била танка и аеродинамички потпуно чиста.
Стајни трап је био увлачећи система трицикл, на предњој носној нози имао је два точка близанца а две основне ноге које су се налазиле испод трупа имале су по 4 точка тако да је авион имао укупно 10 точкова, што му је олакшавало слетање и полетање са различито припремљених полетно слетних стаза. Све ноге стајног трапа су се увлачиле у труп авиона због чега је авион имао погоршану стабилност при кретању по писти, због смањеног растојања између ослоних ногу. 

## Наоружање
У задебљању на врху вертикалног стабилизатора се налазио радар, помоћу кога је стрелац који је седео у кабини иза леђа пилота гађао нападаче. Испод вертикалног стабилизатора су била уграђена два даљински управљана топа НР-23 која су служила за заштиту задње сфере авиона, а један топ је био уграђен на предњој страни авиона. Ово је био последњи совјетски бомбардер који је имао стаклени кљјун авиона у коме је била кабина навигатора и први бомбардер код којег се топовима у репу авиона управљало даљински.
Авион Ту-98 је био опремљен следећим наоружањем:
- Стрељачко: 3 топа х НР-23 калибра 23mm за самоодбрану,
- слободно падајуће бомбе (250; 500 и 1000 kg) до укупне тежине 5.000 kg.

## Оперативно коришћење
Авион Ту-98 је био двомоторни троседи авион. Посаду авиона су сачињавали пилот, навигатор-нишанџија и стрелац (оператор наоружања). Произведен је само у једном примерку. До оперативног коришћења овог авиона није дошло, прототип је послужио као међустепеница у развоју совјетских суперсоничних авиона бомбардера и ловаца. Од 1959. године авион служи као летећа лабораторија за тестирање ракета ваздух-ваздух К-80. Приликом једног рутинског лета 21. новембра 1960. године, авион је при слетању оштећен и никада није поправљен.

## Земље које су користиле овај авион
| - СССР |